# Buttes New British Cemetery (N.Z.) Memorial, Polygon Wood
Buttes New British Cemetery (N.Z.) Memorial, Polygon Wood is een oorlogsmonument gelegen in de Belgische gemeente Zonnebeke. Het monument werd ontworpen door Charles Holden en staat binnen de Commonwealth begraafplaats Buttes New British Cemetery tegen de zuidwestelijke grens. Het monument heeft een rechthoekige vorm met aan de korte zijden een schuilgebouw waarin de panelen met de namen van 378 vermiste Nieuw-Zeelandse soldaten uit de Eerste Wereldoorlog en het register is ondergebracht. Het is opgebouwd uit witte natuursteen met een zuilengalerij die de twee schuilgebouwen verbindt. Het monument wordt onderhouden door de Commonwealth War Graves Commission en is een van de acht memorials aan het westfront waarin Nieuw-Zeelandse vermiste militairen worden herdacht. Zij bevinden zich allemaal binnen bestaande begraafplaatsen.

## Geschiedenis
Het Polygoonbos (Polygon Wood) is een groot bos ten zuiden van de gemeente Zonnebeke, dat in de Eerste Wereldoorlog volledig werd verwoest. Wegens het militaire belang van deze locatie werd er hevig om gevochten. Eerst was het door het Duitse leger veroverd maar werd aan het einde van oktober 1914 door Commonwealth troepen veroverd. Op 3 mei 1915 werd het bos uit handen gegeven maar aan het einde van september 1917 door Australische troepen opnieuw veroverd. Tijdens de gevechten aan de Leie in april 1918 kwam het terug in vijandelijke handen maar werd uiteindelijk heroverd door de 9th (Scottish) Division op 28 september 1918.
Door het steeds wisselen van bezetter en de zware gevechten in en om het bos kon men na de wapenstilstand vele gesneuvelden niet meer terugvinden. Voor de Australische slachtoffers die ook tijdens deze gevechten omkwamen werd een gedenkteken (Fifth Australian Division Memorial) op de heuvel binnen de begraafplaats opgericht.

## Onderscheiden militairen
- William Raby Walker, sergeant bij het Canterbury Regiment, N.Z.E.F. werd onderscheiden met de Distinguished Conduct Medal (DCM).
- de sergeanten James Herbert Simon, Philip Amos en Claude William Jackson, de korporaals Stewart Alex Aitken, Thomas O'Brien, William Albert Ralph, Harry Waterworth Minnis en William James Cousins en soldaat Ben Thorn ontvingen de Military Medal (MM).

Het monument werd in 2009 als monument beschermd.